# Hellenbach (Main)
Der Hellenbach ist ein gut elf Kilometer langer, südlicher und orographisch linker Zufluss des Mains im Landkreis Offenbach und Main-Kinzig-Kreis in Hessen. Er ist der letzte Rest des alten Mainlaufes südlich von Hanau-Klein-Auheim. Ursprünglich lag die Quelle des Hellenbaches westlich von Hainburg, jedoch wurde im Jahre 2009 der etwas weiter südlich verlaufende Werniggraben komplett in den Hellenbach umgeleitet. Dadurch wurde der Werniggraben zum neuen Oberlauf des Hellenbaches.

## Geographie

### Verlauf

#### Werniggraben
Der Werniggraben entspringt südlich von Froschhausen an der Bundesautobahn 3. Er umfließt den Ort durch die Naturschutzgebiete Kortenbach bei Froschhausen und Obermannslache bei Froschhausen und nimmt südlich von Hainstadt im Naturschutzgebiet Langhorst von Hainburg und Seligenstadt den Weihersbach auf. Dieser wird umgangssprachlich auch als Brunkel (von Brunnenkehle) bezeichnet.
In diesem Bereich wurde der Werniggraben von Einheimischen „Stinkbach“ genannt. Ab den Hainstädter Tennisanlagen floss der Werniggraben früher unterirdisch durch den Ort und mündete schließlich gegenüber dem Kraftwerk Staudinger in den Main. Seit den Maßnahmen 2009 wurde dieser alte Lauf stillgelegt und ein oberirdisches Bachbett weiter nach Norden zur Quelle des kaum noch Wasser führenden Hellenbaches gegraben.

#### Hellenbach
Von seiner früheren Quelle (Lage) fließt der Hellenbach, nun mit dem Wasser des Werniggraben verstärkt, durch das Naturschutzgebiet Im Woog von Hainstadt. Danach tritt er im Naturschutzgebiet Untere Fasanerie von Klein-Auheim in die von der Schifflache kommende Urmainschlinge ein. Der Hellenbach verläuft in dieser am Wildpark Alte Fasanerie und am Tistrasee vorbei, unterquert die Bundesstraße 43a und durchfließt einen Auwaldbereich. Danach durchzieht er auf einer Länge von 1,2 km das zum Landschaftsschutzgebiet Stadt Hanau gehörende Hellental und erreicht Hanau-Steinheim, wo ein Teil seines Wassers in eine Kneipp-Anlage geleitet wird. Von dort ab bildet der Hellenbach die Grenze zu Klein-Auheim. Dann mündet er in den Altarm Steinheimer Altmain.

### Einzugsgebiet
Das Einzugsgebiet des Hellenbachs ist knapp 14 km² groß und wird über Main  und Rhein zur Nordsee entwässert.
Es liegt zum größten Teil im Naturraum Auheim-Kleinostheimer Mainniederung und nur der direkte Mündungsbereich gehört zum Naturraum Fechenheim-Steinheimer Mainniederung. Beide Teileinheiten gehören zur naturräumlichen Haupteinheit Untermainebene und somit zur Haupteinheitengruppe Rhein-Main-Tiefland. Administrativ gehören Oberlauf und der mittlere Bereich zum Landkreis Offenbach und der Unterlauf zum Main-Kinzig-Kreis.
Das Einzugsgebiet grenzt
- im Südosten an das des kleinen Mainzuflusses Bachgraben
- im Westen an das der Rodau, ebenfalls ein Mainzufluss
- und ansonsten an Teileinzugsgebiete des Mains.

### Zuflüsse
- Trinkborngraben[11] (links), 0,1 km
- Weihersbach (Weigertsbach)[12] (links), 1,5 km
- Bach von der Fasanerie[13] (links), 0,7 km

## Schutzgebiete
- Naturschutzgebiet Kortenbach bei Froschhausen
- NSG Schwarzbruch und NSG Pechgraben bei Seligenstadt
- Naturschutzgebiet Obermannslache bei Froschhausen
- Naturschutzgebiet Langhorst von Hainburg und Seligenstadt
- Vogelschutzgebiet Sandkiefernwälder in der östlichen Untermainebene
- Naturschutzgebiet Untere Fasanerie von Klein-Auheim